# ABEMA
ABEMA(아베마)는 일본의 인터넷 텔레비전 플랫폼이자 주문형 비디오(VOD)를 제공하는 OTT 서비스다. 2016년 4월에 개국했다. 사이버에이전트와 TV 아사히가 출자해서 2015년 4월에 주식회사 AbemaTV(株式会社AbemaTV)를 설립했다.

## 역사
TV 아사히의 CEO 하야카와 히로시와 사이버에이전트의 사장 후지타 스스무가 술자리에서 만나 2015년 4월 1일에 후지타를 대표로 하여 설립하였다. "완전 무료 인터넷 텔레비전"이라고 칭하는 CS디지털방송과 같은 다수의 전문 채널을 병행하여 방송 중이다. 이용은 무료로 광고수입에 의해 운영되고 있다. 합작회사 설립 당시에는 정액제 과금을 계획했다.
본 개국은 2016년 4월 11일이나, 일부 채널은 3월 1일 부터 선행 방송 되었다. 'AbemaNews'를 필두로 하는 각종 오리지널 프로그램 제작에 TV 아사히가 참가해 2016년 4월 이후는 TV아사히의 예능 '부탁해! 랭킹(お願い!ランキング)'이 AbemaTV 방송과 연동되고 있다. 2017년 4월에는 VOD 방식의 서비스 'Abema 비디오'를 개설했다. 2020년 6월에 과금방식의 서비스 '페이퍼 뉴스'가 개설했다. 2020년 12월에는 렌탈 서비스 방식의 'ABEMA 스토어'가 개설했다.
인프라에는 시스템 본체에 Google의 Google Cloud Platform(GCP), 광고 등 연계 시스템에 아마존의 Amazon Web Services(AWS)・GCP・프라이빗 클르우드, GCP가 전달하는 프로그램의 동영상 데이터에 아카마이 테크놀로지스의 Akamai CDN을 사용한다. 2017년 시점에서는 AbemaTV는 GCP, FRESH! 는 AWS를 메인으로 쓴다. 비용 면에서도 2017년 5월 시점에서 "인프라 비용은 월 수 천만엔 정도로 전체 비용 대비 비율은 약 3%에 불과하다"며 서비스 규모에 비해 저렴한 수준으로 떨어졌다.
2016~2021년 주간 시청자가 500만~1500만 명으로 4배가량 늘었지만 선행투자 적자가 계속되고 있어 흑자화 과제도 있는 것으로 알려졌다.

## 명칭의 유래

2016년부터 2020년까지의 로고

사이버에이전트는 종전부터 자사 서비스의 브랜드명으로 'Ameba'를 사용하고 있었지만, 'AmebaTV'는 캐나다의 기업이 이미 사용하고 있어서 '10년 이상 사용한 'Ameba'와 다른 신선함이 있으면서, 동시에 'Ameba'의 연장선상에 있음을 전하고 싶은 마음을 표현하기 위해 마스코트 캐릭터인 'Abema'로 부터 이름을 따와 'AbemaTV'라고 명명하였다고 한다. 하지만, 이 명칭에 대해 대표인 후지타는 블로그를 통해 '기억하기 힘듦 + 발음하기 힘듦 + 틀리기 쉬움'의 3종 세트, 솔직히 말해서, 반은 후회하고 있다'고 밝혔다. 그 후 '거꾸로 읽으면 Ameba가 된다'는 이유로 채용했다'라는 발언도 있다.
2020년 4월 개국 4주년 기념과 더불어 TV형 스트리밍뿐만 아니라 VOD 등 서비스가 다양화되고 있는 등을 이유로 서비스 브랜드를 'ABEMA'로 바꿨다.

## 수익 모델
CM (광고 수입) 프리미엄 회원 (월정액 과금) Pay PerView (페이퍼뷰) ABEMA 스토어 (매번 과금, 개별 과금) WINTICKET (공영 도박) 응원 기능 (기프팅) 오리지널 굿즈 판매 등 (e커머스) 퍼블리싱을 복합적으로 조합해 수익화를 목표로 하고 있다.

## 채널 목록
| 채널명                                  | 개시일                                        | 개요 |
| --------------------------------------- | --------------------------------------------- | --- |
| ABEMA News                              | 2016/3/1                                      | 24시간 뉴스 채널. 오리지널 방송 외에 ANN계열의 보도방송도 일부 방송                                                                   |
| ABEMA SPECIAL                           | 2016/3/1                                      | 오리지날의 정규 방송, 애니메이션이나 드라마 채널에서 픽업한 프로그램을 중심으로 방송.                                                 |
| ABEMA SPECIAL2                          | 2016/4/11                                     | 부탁해 !랭킹과 음악 밴드의 라이브, AbemaSPECIAL 같은 애니메이션이나 드라마 채널에서 픽업한 프로그램 등을 방송                         |
| 드라마&영화채널 (ドラマ&映画チャンネル) | 2016/4/11                                     | 다양한 텔리비전 드라마와 영화를 방송                                                                                                  |
| 한류・화류 (韓流・華流)                 | 2016/12/5                                     | 한국과 중국어 문화권의 인기 드라마나 영화를 방송.                                                                                     |
| K WORLD                                 | 2017/6/18                                     | K-POP 가수 출연 드라마나 영화, 버라이어티 프로그램, 음악 프로, 라이브 영상과 음악의 PV를 전달.                                        |
| ABEMA아니메 (Abemaアニメ)               | 2018/4/1                                      | 24시간 애니 채널. 신작 애니메이션이나 화제작을 중심으로 방송. 일부는 선행방송을 하기도 한다.                                          |
| 아니메LIVE (アニメLIVE)                 | 2018/4/1                                      | 심야 애니메이션 및 성우 방송을 편성                                                                                                   |
| 모두의 이니메 (みんなのアニメ)          | 2018/4/1                                      | 그리운 애니메이션""가족 만화"를 통합하고 시청 경향에 따른 명작 애니메이션을 방송                                                      |
| CM                                      | 2016/8/8                                      | AbemaTV에 출고된 광고를 송출. 채널의 특성상 코멘트는 불가능                                                                           |
| dPlay by Discovery                      | 2019/5/1                                      | 디스커버리 재팬의 다큐멘터리 채널 |
| HIPHOP                                  | 2017/1/1                                      | 힙합에 특화된 방송이나 뮤직비디오를 송출.                                                                                             |
| ABEMA RADIO                             | 2017/11/20(J-Wave Period) 2017/12/1 (본 개시) | 일본 내의 9개 라디오 방송국에서 방송하는 음악방송을 중심적으로 편성.                                                                  |
| 격투 (格闘)                             | 2016/7/31                                     | 권투나 프로 레슬링 등 격투기 관련 프로그램을 전달                                                                                     |
| SPORTS                                  | 2016/3/1 (제1차 개시) 2017/8/1 (제2차 개시)   | 프로야구, 축구, 풋살, 서핑 등을 방송                                                                                                  |
| 경륜 (競輪)                             | 2019/4/2                                      | 경륜 경기 중계와 심야 경륜을 중심으로 한 프로그램을 제작·방송                                                                         |
| 낚시 (釣り)                             | 2016/3/1                                      | 낚시비전(釣りビジョン)에서 제작한 낚시 관련 방송을 방송                                                                               |
| 장기 (将棋)                             | 2017/2/1                                      | 타이틀전, 순위전 등 장기 프로그램을 방송                                                                                              |
| 마작 (麻雀)                             | 2016/3/1                                      | 자체제작한 마작대국방송을 송출하거나, 과거의 대국을 방송                                                                              |
| Overseas ABEMA NEWS                     | 2019/2/25                                     | 일이나 여행 등으로 해외에 체류하는 일본인에게 ABEMA NEWS로 전송하는 프로그램을 재구성한 후에 전달하고 있다. 일본 내에서는 볼 수 없다. |

### 내용주
1. ↑  방송사업자는 아니다.

### 참조주
1. ↑  “サイバーエージェントとテレ朝が合弁新会社 定額制動画配信とニュースチャンネル展開”. 《ITmedia》. 2015년 3월 31일. 2020년 5월 26일에 확인함.
2. ↑  『「AbemaTV」が12ch先行配信開始。サイバーエージェントのスマホで見るTV』 - AV Watch 2016년3월 1일
3. ↑  “サイバーエージェントとテレビ朝日が手掛けるインターネットテレビ局「AbemaTV」が本開局 音楽やスポーツなど、新たに12チャンネルを追加し、本格放送開始”. AbemaTV. 2016년 6월 8일에 확인함.
4. ↑  “地上波の番組とインターネットテレビ局がコラボして連動”. ORICON STYLE. 2016년 4월 7일에 확인함.
5. ↑  Abema TV Case Study - Amazon Web Services
6. ↑  “総視聴数7400万でも障害ゼロ、AbemaTVが72時間のライブ配信に成功した理由”. 《＠IT》. 2020년 2월 19일에 확인함.
7. ↑  これを聴けばAbemaTVの中身がわかる？社内のPodcastの紹介 - Wantedly・2016年7月19日
8. ↑  1周年を迎えたAbemaTVの動画配信の裏側 - speakerdeck・2017年8月25日
9. ↑  AbemaTVのサーバコストは「月数千万円」 藤田社長が明かす - ITmedia News・2017年5月15日
10. ↑  日経ビジネス電子版. “視聴者4年で3倍 サイバー、赤字ABEMAに光明は差すか”. 《日経ビジネス電子版》 (일본어). 2021년 12월 29일에 확인함.
11. 1 2 3  「AbemaTV」（アベマTV）、なぜ「AmebaTV」じゃないの？ 藤田社長「正直言って、半分くらい後悔」 - ITmedia NEWS・2016年4月13日
12. ↑  “FAQ”. AbemaTV. 2016년 4월 14일에 원본 문서에서 보존된 문서. 2016년 4월 7일에 확인함.
13. 1 2  “AbemaTVの船出とお詫び”. 藤田晋公式ブログ『渋谷ではたらく社長のアメブロ』. 2016년 4월 13일에 확인함.
14. ↑  おしえてアベマくん「なんでアメーバTVじゃなくてアベマTVなの?」 -AbemaTV公式YouTube
15. ↑  「AbemaTV」が「ABEMA」に名称変更　開局4周年を記念　収益力アップへ心機一転 - ITmedia News・2020年4月13日
16. ↑  “インターネットテレビ局「AbemaTV」にて新たに「韓流・華流チャンネル」の開設が決定 | 株式会社サイバーエージェント”. 2017년 9월 26일에 원본 문서에서 보존된 문서. 2019년 5월 8일에 확인함.
17. ↑  “インターネットテレビ局「AbemaTV」にて新たに「K WORLDチャンネル」を開設 ライブ映像をはじめ防弾少年団・EXO・TWICEなどが出演する韓国音楽番組から バラエティやドラマなどすべて無料で放送 | 株式会社サイバーエージェント”. 2017년 9월 26일에 원본 문서에서 보존된 문서. 2022년 7월 14일에 확인함.
18. 1 2 3  “「AbemaTV」2周年で新アニメCHが爆誕!! 独占＆世界最速視聴できるアニメ作品倍増　業界初・声優MCによるレギュラー番組 毎日生放送！新アニメCHの豪華ラインナップ解禁 | 株式会社サイバーエージェント”. 2019년 5월 8일에 원본 문서에서 보존된 문서. 2022년 7월 14일에 확인함.
19. ↑  “「AbemaTV」にDiscoveryの新チャンネル『QUEST by Discovery』が開設 5月1日（水）より放送開始 日本初公開の番組も続々登場”. CyberAgent. 2019년 5월 8일에 확인함.
20. ↑  “インターネットテレビ局「AbemaTV」にて新たに「HIPHOPチャンネル」を開設”. 2017년 9월 26일에 원본 문서에서 보존된 문서. 2019년 5월 8일에 확인함.
21. ↑  AbemaGOLDチャンネルで「SONAR MUSIC」（月曜 - 木曜 21:00 - 24:00）を配信
22. ↑  “「AbemaTV」にて新たに「格闘チャンネル」の開設が決定”. CyberAgent. 2016년 7월 27일. 2016년 9월 23일에 원본 문서에서 보존된 문서. 2019년 5월 8일에 확인함.
23. ↑  “「SPORTSチャンネル」開設と「SOCCERチャンネル」「ヨコノリチャンネル」統合のお知らせ | AbemaTV公式ガイド”. 2017년 8월 1일에 원본 문서에서 보존된 문서. 2019년 5월 8일에 확인함.
24. 1 2  “インターネットテレビ局「AbemaTV」が全世界からの視聴に対応”. CyberAgent. 2019년 5월 8일에 확인함.
25. ↑  “インターネットテレビ局「AbemaTV」にて新たに「将棋チャンネル」を開設 棋界でもっとも格式と歴史のある最高峰の棋戦「名人戦」を生中継 | 株式会社サイバーエージェント”. 2017년 9월 26일에 원본 문서에서 보존된 문서. 2022년 7월 14일에 확인함.
26. ↑  “「AbemaTV」が海外からの視聴に試験対応”. CyberAgent. 2019년 5월 8일에 확인함.